# Observe and Report
Observe and Report is een Amerikaanse zwarte komedie uit 2009 zowel geschreven als geregisseerd door Jody Hill. Hij bedoelde de film als humoristische versie van Taxi Driver, waaraan hij meermaals refereert tijdens de film door scènes daaruit te citeren. Het was voor Hill de tweede samenwerking met acteur Danny McBride na de filmkomedie The Foot Fist Way, die hij eveneens schreef en regisseerde.

## Verhaal
Ronnie Barnhardt (Seth Rogen) is het hoofd van de beveiligingsmedewerkers in een winkelcentrum, maar verbeeldt zich dat zijn baan hem veel meer status verleent dan die daadwerkelijk doet. Zijn medewerkers Dennis (Michael Peña) en de tweeling John (John Yuan) en Matt Yuen (Matt Yuan) dragen daaraan bij door zich al net zo te gedragen. De oppervlakkige parfumeriemedewerker Brandi (Anna Faris) is Barnhardts droomvrouw, maar zij is bepaald niet gecharmeerd van hem. De introverte en streng christelijke snackbarmedewerker Nell (Collette Wolfe) vindt hem wél aardig, maar hij zoekt haar alleen op om gratis koffie te halen.
Barnhardt ziet een kans om waardering te oogsten wanneer op het parkeerterrein bij het winkelcentrum vrouwen worden lastiggevallen door een potloodventer, die hen ongevraagd blootstelt aan zijn naakte lichaam onder zijn regenjas. De manager schakelt niettemin de hulp van politieman Harrison (Ray Liotta) in. Hierdoor voelt Barnhardt zich in zijn eer aangetast, want hij beschouwt Harrison als een indringer op zijn territorium. Hij wil koste wat kost degene zijn die de potloodventer vindt en aanpakt om aan te tonen dat hij de juiste man op de juiste plek is. Harrison is de zichzelf enorm overschattende Barnhardt niettemin binnen de kortste keren flink zat.
Terwijl Barnhardts pogingen om zijn doelstellingen en ambities waar te maken keer op keer op een teleurstelling uitlopen, verliest hij zichzelf in steeds waanzinniger gedrag om zijn gevoel van eigenwaarde te behouden.

## Rolverdeling
| - Seth Rogen - Ronnie Barnhardt - Ray Liotta - Detective Harrison - Michael Peña - Dennis - Anna Faris - Brandi - Dan Bakkedahl - Mark - Jesse Plemons - Charles - John Yuan - John Yuen - Matt Yuan - Matt Yuen | - Collette Wolfe - Nell - Alston Brown - Bruce - Cody Midthunder - D-Rock - Aziz Ansari - Saddamn - Ben Best - Detective Nichols - Robbie Hill - Tyler - Antonia DeNardo - Sarah |